# Les Loges (Calvados)
Les Loges ist eine französische Gemeinde mit 141 Einwohnern (Stand: 1. Januar 2022) im Département Calvados in der Region Normandie. Sie gehört zum Arrondissement Vire und zum Kanton Les Monts d’Aunay. Die Einwohner werden als Logiens bezeichnet.

## Geografie
Les Loges liegt rund 35 km südwestlich von Caen. Umgeben wird die Gemeinde von Val de Drôme in westlicher, nördlicher als auch östlicher Richtung, Saint-Pierre-du-Fresne im Südosten sowie Souleuvre en Bocage im Süden und Südwesten. Durch das Gemeindegebiet verläuft die Autoroute A 84.

## Bevölkerungsentwicklung
| Jahr                             | 1793 | 1836 | 1876 | 1926 | 1946 | 1968 | 1990 | 2016 |
| Einwohner                        | 236  | 322  | 281  | 194  | 180  | 165  | 110  | 124  |
| Quelle: Cassini, EHESS und INSEE |      |      |      |      |      |      |      |      |

## Sehenswürdigkeiten
- Kirche Saint-Martin aus dem 14. Jahrhundert; die Kirchenglocke von 1730 ist seit 1911 als Monument historique klassifiziert[3]